# Памятник башкирским полкам — участникам Отечественной войны 1812 года
Памятник башкирским полкам — участникам Отечественной войны 1812 года (баш. 1812 йылғы Ватан һуғышында ҡатнашҡан башҡорт полктарына бағышланған һәйкәл)— памятник, посвященный 200-летию победы России в Отечественной войне 1812 года. Установлен в г. Сибае Республики Башкортостан. Памятник башкирским полкам считается признанием их заслуг в Победе России в Войне 1812 года. Участие башкирских полков достаточно хорошо задокументировано в разных источниках и произведениях искусства, и, как заявлял Владимир Путин, башкирская конница в составе отряда князя Кудашева предотвратила взрыв Московского Кремля.

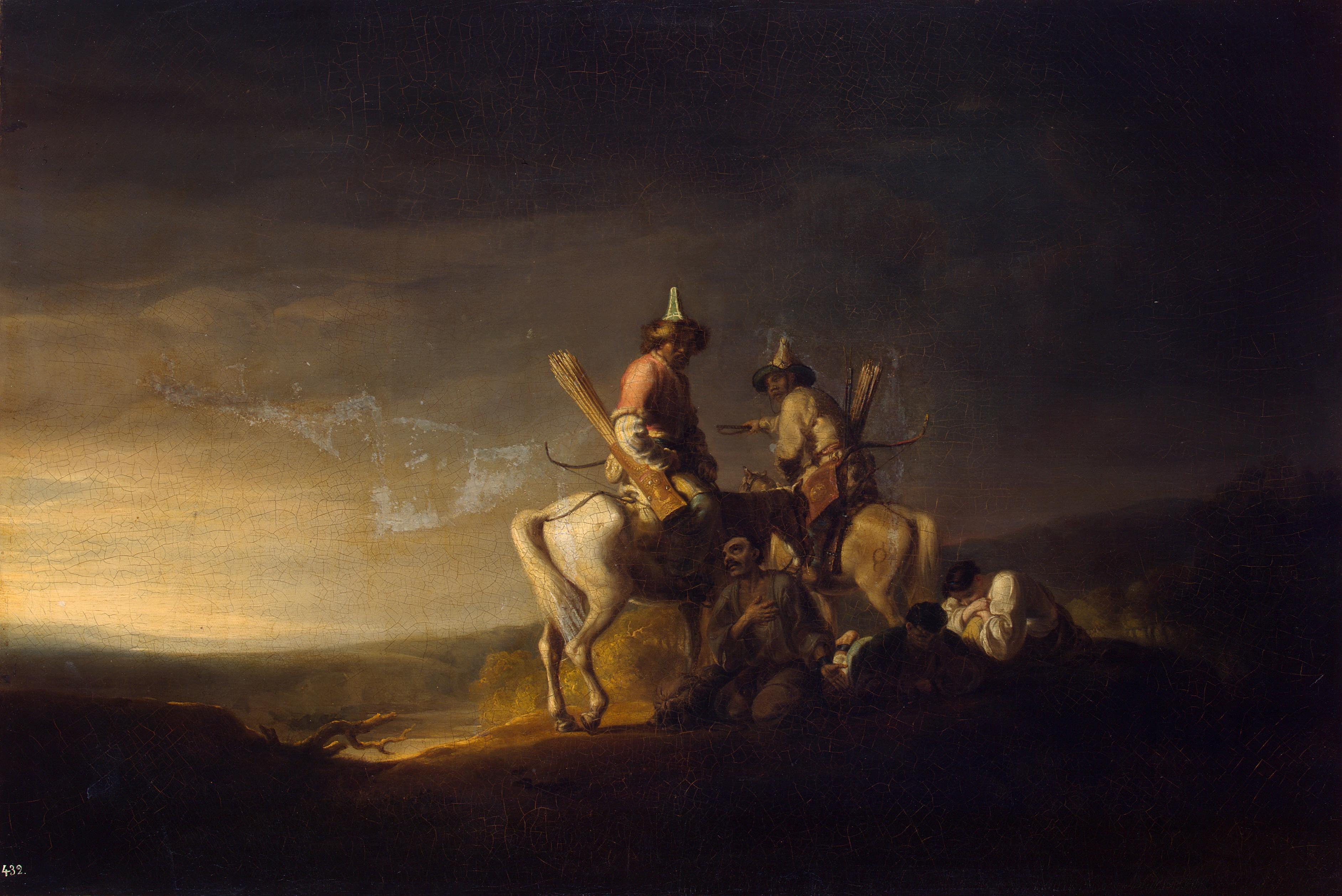
Прообраз памятника - картина «Башкиры», экспонируемая в Зале искусства Великобритании Эрмитажа.

Первый памятник, посвящённый 200-летию победы России в Отечественной войне 1812 года.

## История
Для участия в Войне 1812 года первоначально башкирами было сформировано 20 полков, три из которых формировались в месте расположения нынешнего Сибая, в месте слияния рек Карагайлы и Худолаз.
Памятник башкирским полкам был торжественно открыт 12 октября 2012 года. Автор памятника — творческий коллектив под руководством Кириллова.
Расположен между проспектом Горняков и улицей Белова.
Наряду с памятником в Вессене считается самой объёмной скульптурой посвящённой участию башкирских полков в Войне 1812 года. 11 января 2018 года в Нидерландах на берегу реки Эйссел установлена скульптурная композиция, призванная увековечить память о подвиге башкирской конницы, которая приняла участие в форсировании в ноябре 1813 года реки Эйссель и положила начало освобождению Королевства Нидерландов от наполеоновской оккупации. На другой стороне реки напротив башкирского конника установлен памятник Александру Таратынову, отдающего приказ о форсировании реки в 1813 году, что проложило путь к возвращению дома Оранских-Нассау.

## Описание
Памятник представляет собой скульптуру башкирского воина на коне. В руках боец держит лук.
Высота бронзового памятника — 3,5 метра. Высота постамента, на котором он установлен, составляет 4 метра. Постамент облицован гранитом, на нем висят доски с надписями «Легендарным башкирским полкам, участвовавшим в Отечественной войне 1812 года» на башкирском и русском языках.

## Галерея

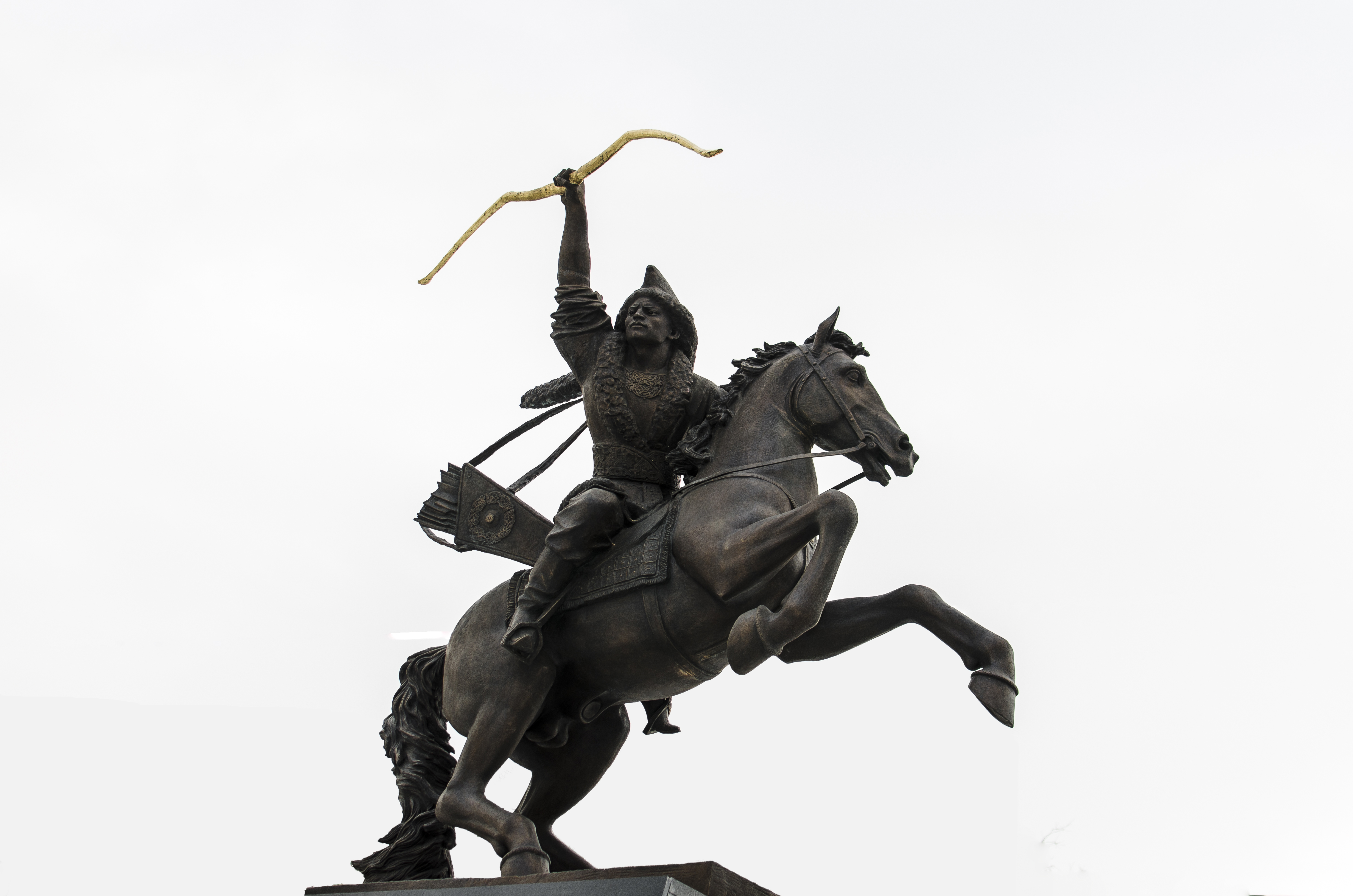
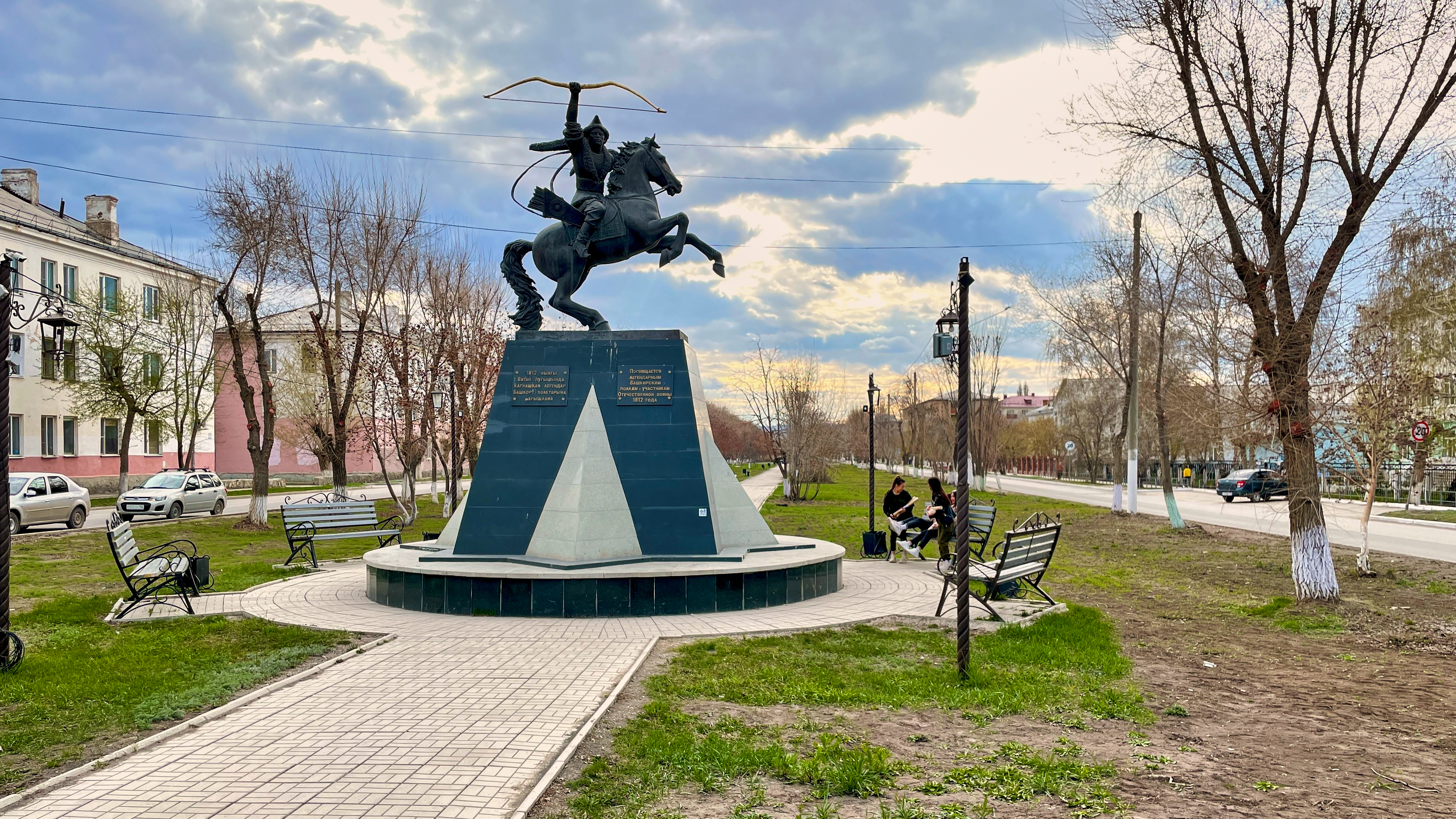
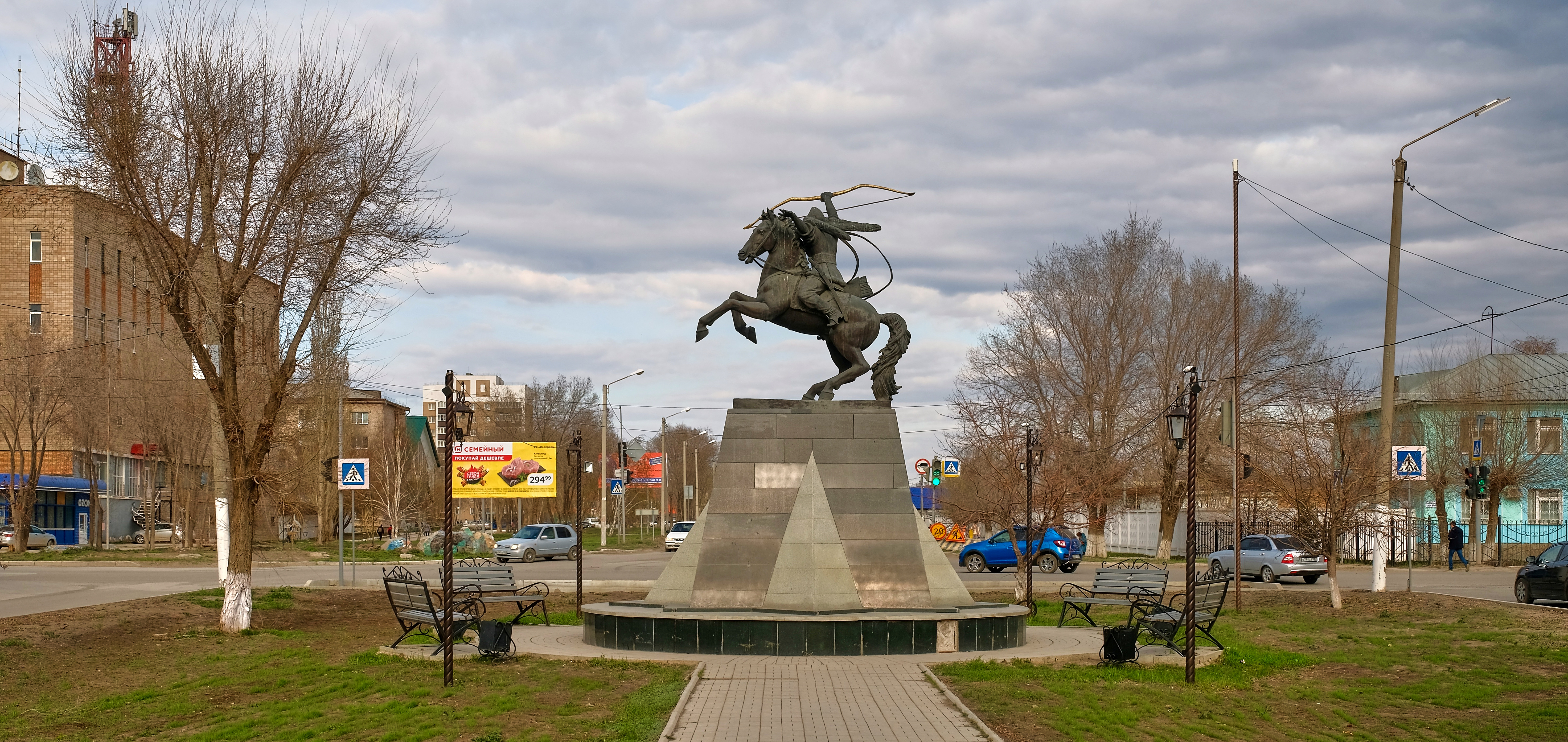
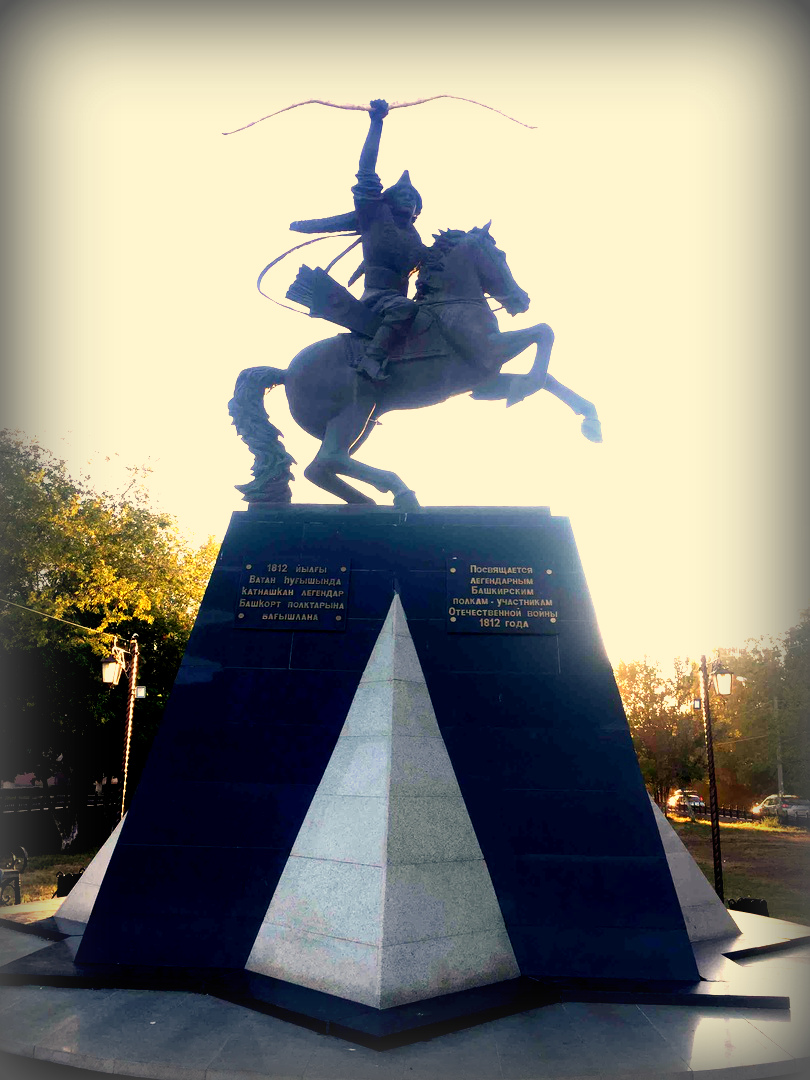
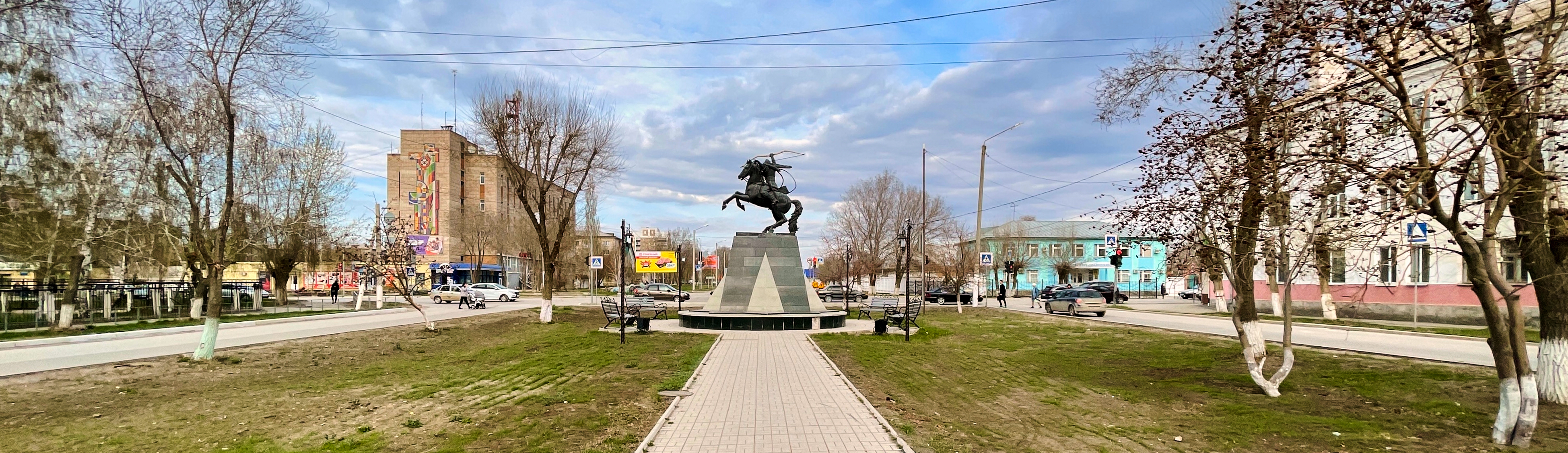